# El Salitre, Metztitlán
El Salitre är en ort i Mexiko.   Den ligger i kommunen Metztitlán och delstaten Hidalgo, i den sydöstra delen av landet, 130 km norr om huvudstaden Mexico City. El Salitre ligger 1 302 meter över havet och antalet invånare är 152.
Terrängen runt El Salitre är huvudsakligen kuperad. El Salitre ligger nere i en dal som går i sydvästlig-nordostlig riktning. Runt El Salitre är det ganska glesbefolkat, med 22 invånare per kvadratkilometer. Närmaste större samhälle är Zacualtipán, 13,6 km nordost om El Salitre. I omgivningarna runt El Salitre växer huvudsakligen savannskog.